# Teltow (Landschaft)

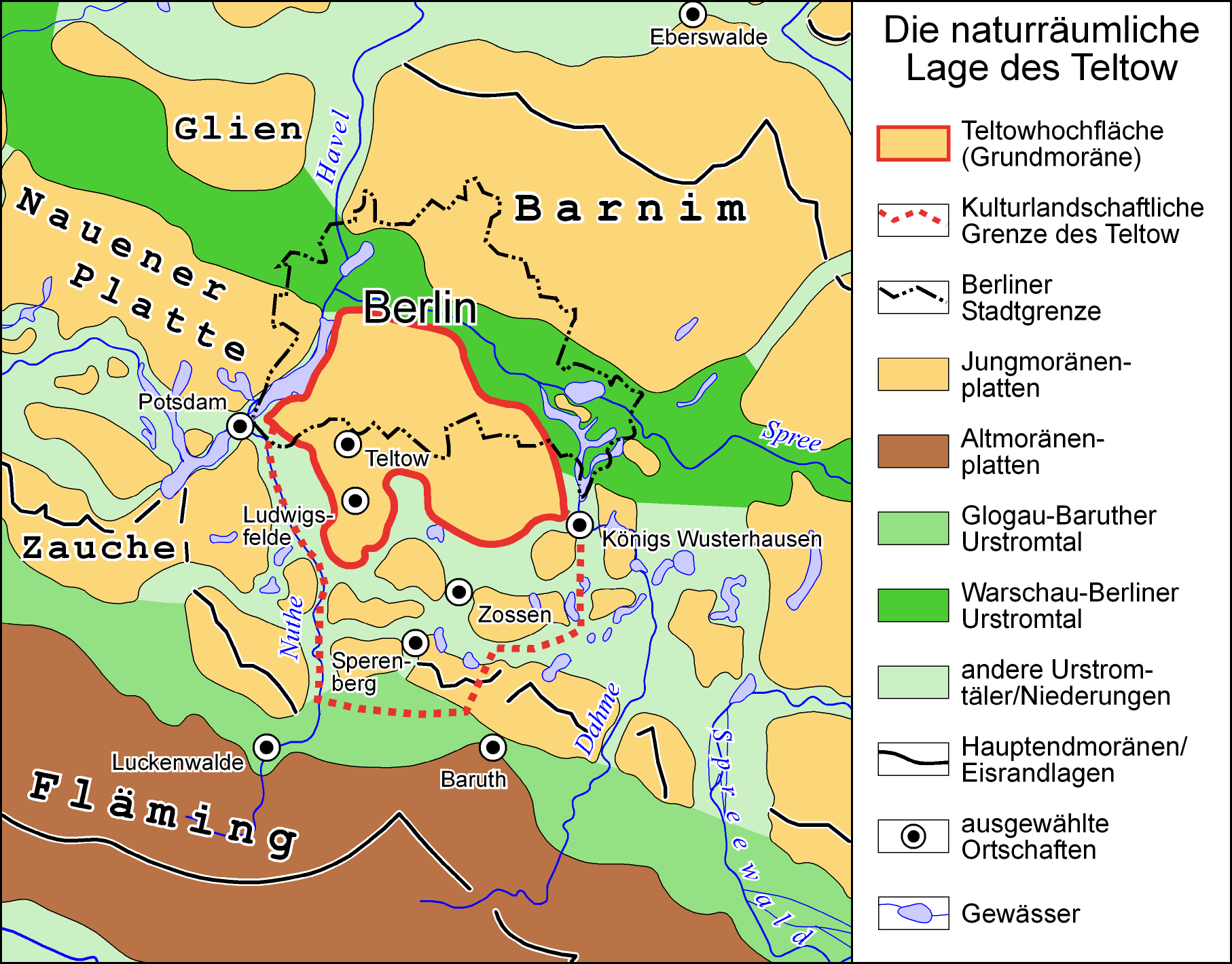
Die naturräumliche Lage des Teltow

Der Begriff Teltow ['tɛltoː] bezeichnet heute sowohl eine geologische Hochfläche als auch eine historische Landschaft in den Bundesländern Brandenburg und Berlin. Als historische Landschaft war der Teltow eines der acht Gebiete, aus denen im 12. und 13. Jahrhundert die Mark Brandenburg entstand. Durch den Teltow-Krieg (1239–1245) entschied sich hier endgültig die Herrschaftsfrage auf dem neu entstandenen Kerngebiet der expandierenden Mark. Zwischen 1816 und 1952 existierte ein Landkreis Teltow, zudem trägt eine direkt südlich von Berlin, im heutigen Landkreis Potsdam-Mittelmark gelegene Stadt den Namen Teltow.

## Geografie und Geologie

### Abgrenzung
Der Teltow ist weder in geschichtlicher noch in landschaftlicher Hinsicht ein einheitliches Gebiet. Der heute gängige Begriff ist über eine eiszeitliche Hochfläche definiert, die meist aus Grundmoränenflächen besteht. Ihre natürlichen Grenzen sind die Flussläufe der Dahme im Osten, der Spree im Norden und der Havel und Nuthe im Westen. Im Südwesten wird, allerdings ohne feste Begrenzung, die Landschaft um das Pfefferfließ ebenfalls dem Teltow zugerechnet. Die landschaftliche Grenze im Süden ist unscharf, da die Grundmoränenfläche dort oft von Urstromtalungen erodiert wurde. So existieren dort zahlreiche kleine Hochflächeninseln. Als kulturlandschaftliche Grenze wird allgemein das Baruther Urstromtal angenommen. Weiter im Süden schließt sich der Fläming an.
Die Havel trennt den Teltow von der nordwestlich gelegenen Nauener Platte. Die Nuthe-Nieplitz-Niederung, eine Urstromtalung, trennt ihn von der Sanderhochfläche der Zauche im Südwesten und das Berliner Urstromtal bildet die Grenze zum Barnim.
Es ist jedoch umstritten, ob die bis zu 115 m ü. NHN hohen Müggelberge im Südosten Berlins dem Teltow zuzuordnen sind. Hinsichtlich der geologischen Einordnung ist das bedingt richtig, da die Berge eine ähnliche Entwicklungsgeschichte haben. Allerdings liegen sie als Hochflächenrest völlig isoliert innerhalb des Berliner Urstromtals. Mit der Festlegung der Dahme als östlicher Begrenzung des Teltow werden die Müggelberge dem Teltow sowohl geologisch als auch kulturlandschaftlich nicht zugerechnet.

### Geologie, Geomorphologie und Böden

#### Festgesteinsvorkommen
Eine geologische Besonderheit stellt der 80 Meter hohe Sperenberger Gipsberg am Nordrand des Baruther Urstromtales dar. Dort steht, einmalig für Brandenburg, Gips an. Der Aufstieg von zechsteinzeitlichem Salz in einem Salzstock hat dort alle jüngeren Ablagerungen durchstoßen. Da alle leicht löslichen Salze bereits abgelaugt wurden, blieb an der Oberfläche der Gips als Lösungsrückstand übrig. Steinsalz befindet sich dort in lediglich 45 m Tiefe (etwa 0 m ü. NHN). Der Gipsberg ist auch wissenschaftshistorisch von Interesse, da dort 1867 die weltweit erste Bohrung abgeteuft wurde, die mehr als 1000 m Tiefe erreichte. An ihr wurde, ebenfalls erstmals, der geothermische Gradient mit etwa 3 K/100 m bestimmt.
Der Sperenberger Gips wurde vom Mittelalter bis 1957 in mehreren Steinbrüchen abgebaut. Weitere Salzstöcke, die allerdings die Oberfläche nicht ganz erreicht haben, befinden sich unter Mittenwalde und dem Blankensee. Für den geologischen Bau des Teltow besitzen sie aber nur eine untergeordnete Bedeutung.

#### Saaleeiszeit
Während die tief verschütteten Ablagerungen der Elstereiszeit für das heutige Aussehen des Teltow praktisch keine Bedeutung haben, besitzen die sandig-kiesigen Sedimente des sogenannten Berliner Elbelaufes im Untergrund eine großflächige Verbreitung. Diese Ablagerungen entstanden zwischen den elster- und saalezeitlichen Eisvorstößen, als die Elbe etwa vom heutigen Torgau aus nach Norden floss und den damals noch nicht existierenden Fläming querte. Als Grundwasserleiter und für die Baustoffversorgung besitzen sie große wirtschaftliche Bedeutung. Ihr einziger Aufschlusspunkt ist eine kleine Sandgrube am Lindenberg bei Jühnsdorf.
Darüber lagern die sehr mächtigen (40 Meter und mehr) Sedimente der Saaleeiszeit. Meistens handelt es sich dabei um Ablagerungen von Eisstauseen oder Geschiebemergel. An mehreren Stellen durchstoßen sie sogar die weichselzeitlichen Ablagerungen und stehen direkt oder zumindest sehr nahe an der Erdoberfläche an (zum Beispiel in Glienick bei Zossen). Da das saalezeitliche Eis die unterlagernden Ablagerungen kräftig gestaucht hat, finden sich vereinzelt auch tertiäre Ablagerungen in Oberflächennähe. So wurde in Schenkendorf bei Königs Wusterhausen in der zweiten Hälfte des 19. und der ersten Hälfte des 20. Jahrhunderts Braunkohle abgebaut.

#### Weichselzeitliche und nacheiszeitliche Entwicklung

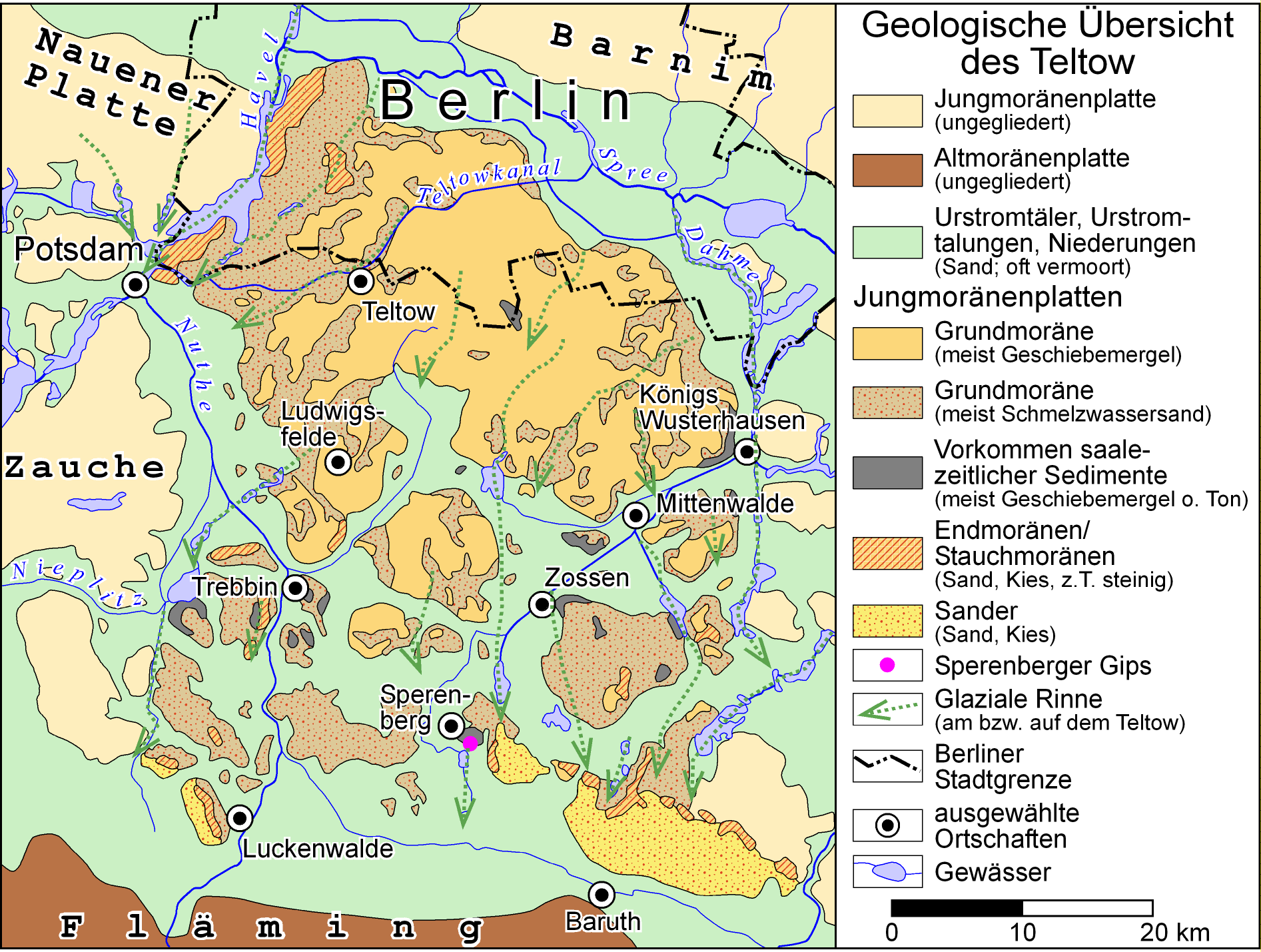
Geologische Übersichtskarte des Teltow

Die heutige Brandenburg-Berliner Hochfläche Teltow entstand vor rund 20.000 Jahren im Brandenburger Stadium der Weichseleiszeit. Das weichselzeitliche Inlandeis stieß noch komplett über den Teltow hinaus nach Süden vor und erreichte am Nordrand des Baruther Urstromtales seine maximale Ausdehnung nach Süden. Endmoränen finden sich dort zum Beispiel um Dobbrikow, in Luckenwalde (Weinberg) und bei Sperenberg. Allerdings ist der Endmoränenzug sehr lückenhaft und als Eisrandlage ausgebildet. Nördlich schließen sich Grundmoränenflächen an, die großflächig verschüttet wurden. Erst südlich von Ludwigsfelde beginnt das geschlossene Grundmoränenplateau des Teltow.
Die Ablagerungen der Weichseleiszeit sind auf dem Teltow relativ geringmächtig, der Geschiebemergel hat meist nur eine Dicke von zwei bis vier Metern. Vor allem im Westen des Teltow, im Grunewald und in der Parforceheide, sowie auf den kleinen Grundmoräneninseln südlich des geschlossenen Plateaus fehlt er großflächig. Dort stehen die darunter folgenden Sande aus der Vorstoßphase des weichselzeitlichen Eises mit wechselnder Schichtdicke an. Sie sind durchschnittlich 10–20 Meter mächtig. Im nordwestlichen Teil des Teltowplateaus, dem Grunewald, vereinzelt aber auch in den anderen Gebieten (zum Beispiel am Groß Machnower Weinberg), ist die Mächtigkeit der Vorschüttsande weitflächig deutlich größer. Dort hat das darüber vorstoßende Eis die Sande zum Teil gestaucht (gestört).
Für Fossiliensammler interessant ist der sogenannte Rixdorfer Horizont (nach Rixdorf, dem heutigen Neukölln). Er steht an der Basis der weichselzeitlichen Sedimente an, ist grobkörnig (Kiese und Gerölle) und enthält häufig Knochen eiszeitlicher Großsäuger, wie Mammut und Wollnashorn.
Mit dem Abschmelzen des jüngsten Eises entstand zunächst auf dem Teltow-Plateau eine tundrenähnliche Landschaft mit spärlichem Bewuchs und vom Wind aufgewehten Dünen. Erst mit der endgültigen Erwärmung am Ende der Eiszeit bildete sich ein geschlossener Wald heraus. Ohne Eingriffe des Menschen würde der Teltow mit Mischwäldern bewachsen sein, bei denen die Traubeneiche dominiert. Auf sandigen Flächen hingegen wird die Waldkiefer bevorzugt wachsen.

#### Oberflächenformen
Das Teltowplateau besitzt eine typische Grundmoränenoberfläche. Sie ist flachwellig und recht seenarm. Die Höhe des Plateaus liegt zwischen 45 und 60 m ü. NHN. Der nordwestliche Teltow (mit dem Schäferberg) ragt darüber deutlich hinaus; er wird deswegen auch als Hoher Teltow bezeichnet. Vereinzelt finden sich auch in den anderen Gebieten isolierte Erhebungen bis zu mehr als 80 Meter Höhe, wie der Groß Machnower Weinberg.
Sowohl das geschlossene Plateau als auch die umliegenden Urstromtalungen sind von glazialen Rinnen zerschnitten. Sie bilden heute Seenketten, wie die des Selchower Sees, des Blankenfelder Sees und des Rangsdorfer Sees. Auf dem Plateau selbst stellt der Ludwigsfelder Pechpfuhl den Rest einer derartigen Rinne dar. Die Rinnen beleben die sonst nur wenig bewegte Landschaft merklich. Einige kleinere, eher isoliert liegende Stillgewässer gingen wahrscheinlich aus Toteisblöcken hervor.

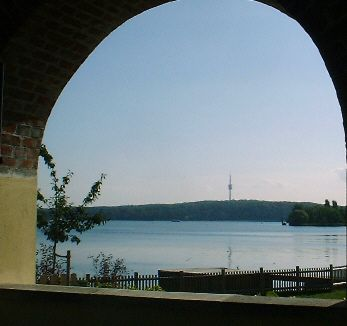
Blick über Jungfernsee und Havel bei Potsdam auf den Westrand des Teltow mit dem Schäferberg in Wannsee

Die größten Erhebungen hat die Hochfläche auf dem heutigen Berliner Stadtgebiet mit dem 103 m ü. NN hohen Schäferberg in Wannsee und den 97 m ü. NHN hohen Havelbergen im Grunewald.

#### Böden
Auf den weit verbreiteten Geschiebemergelflächen haben sich Lessivés entwickelt. Sie gelten als fruchtbar. Meistens finden sich Übergangsformen zwischen der Fahlerde und der Braunerde, zum Teil auch Parabraunerden. Stauvernässung in Form von Pseudogleyen kommt nur untergeordnet vor. Auf den Schmelzwassersandflächen bildeten sich eher nährstoffarme Braunerden. Je nach Zusammensetzung des Sandes können die Braunerden entweder schwach lessiviert oder schwach podsoliert sein.
Die feuchten Niederungen und tief gelegenen Urstromtalungen werden von Gleyen und Niedermooren dominiert. Die Moore zeigen deutliche Vererdungserscheinungen als Folge der Entwässerung.
Große Verbreitung besitzen die anthropogenen (also vom Menschen erzeugten) Böden und Stadtböden. Man kann sie als junge Rohböden ansprechen. Es überwiegen Lockersyroseme und Pararendzinen. Vereinzelt finden sich auch Hortisole (Gartenböden), Regosole und Kolluvisole.

### Klima
Auf Grund seiner bescheidenen Relativhöhe besitzt der Teltow, im Gegensatz zum Fläming und zum Barnim, keine ausgeprägten Witterungsunterschiede gegenüber seinem Umland. Er liegt, wie seine Umgebung auch, im Übergangsbereich vom ozeanischen Klima Westeuropas zum kontinentalen Klima Osteuropas. Kältester Monat ist der Januar mit Durchschnittstemperaturen um −1 °C, wärmster der Juli mit ca. 18 °C. Der durchschnittliche Jahresniederschlag liegt um 550 mm (Station Großbeeren: 555 mm/Jahr von 1951–1980) mit einem ausgeprägten Sommermaximum und Winterminimum. Der höher gelegene nordwestliche Teltow dürfte etwas besser mit Niederschlag versorgt werden.

### Die nördliche Grenze des Teltow in Berlin

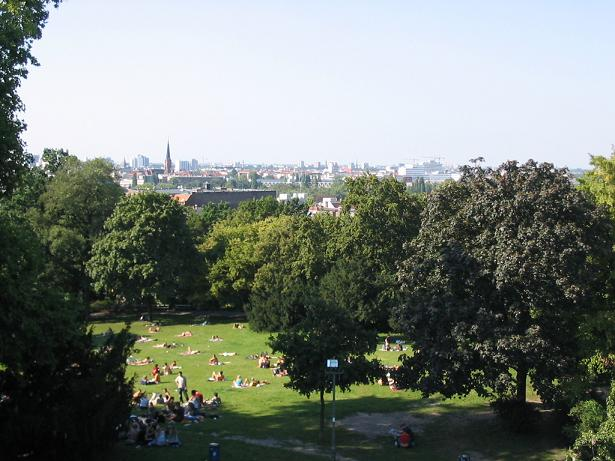
Blick vom Nordhang des Teltow, vom Kreuzberg über Berlin

Auch der Berliner Kreuzberg im gleichnamigen Ortsteil zählt geologisch zum Teltow. Östlich des Kreuzberges rollt man, geologisch betrachtet, den Nordhang des Teltower Plateaus hinunter in das Tal der Spree beziehungsweise in das Berliner Urstromtal, wenn man auf dem leicht abschüssigen Mehringdamm vom Platz der Luftbrücke zur Gneisenaustraße fährt. Auch die zwischen Columbiadamm und Hermannplatz sanft abfallende Neuköllner Hermannstraße liegt auf dem Teltow-Nordhang. Die Tempelhofer Feldmark wurde bis 1920 unterschieden in das Oberland auf dem Teltow und das Unterland im Urstromtal; erst mit der Gründung Groß-Berlins und der Eingliederung des Unterlandes in den neu gegründeten Bezirk Kreuzberg war die Unterscheidung hinfällig. Auch das ehemalige Gebiet des Tempelhofer Feldes mit dem ehemaligen Flughafen Tempelhof liegt auf dem Plateau. Die nordwestliche Kante des Teltow beginnt im Mündungsbereich der Spree in die Havel mit den Murellenbergen, verläuft entlang der Siedlung Ruhleben um den Murellenteich herum und weiter über die ehemalige Spandauer Spitze am Spandauer Bock und dem Ruhwaldpark zum Steilhang oberhalb der Mineralwasserquelle Fürstenbrunn. An dieser Stelle, südlich der heutigen Rohrdammbrücke, erreicht das Teltowplateau seine nördlichste Spitze und nähert sich der Spree bis auf wenige Meter an. Danach knickt das Teltownordband entlang des Schlossgartens Charlottenburg nach Südosten ab (→ siehe historische Karte Nordband des Teltow).

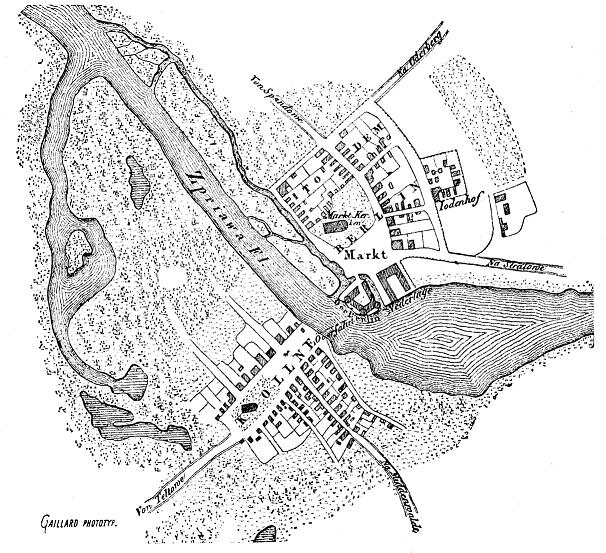
Berlin und Kölln zur Zeit ihrer Begründung, etwa 1230

Nahezu sämtliche Berliner Bezirke und Regionen südlich der Spree und westlich der Dahme zählen – abgesehen von den Teilen der Innenstadtbereiche, die unmittelbar im Berliner Urstromtal liegen, – somit zum Teltow. Nördlich der Spree liegt Berlin wiederum zum großen Teil auf der Platte des Barnim. Damit hatte Berlin eine erhebliche Bedeutung als Flussübergang zwischen den Hochflächen, der vom Mühlendamm zwischen den beiden Gründungsstädten Kölln im Süden (auf der Spreeinsel, deren nördlicher Teil heute als Museumsinsel bezeichnet wird) und Berlin im Norden gebildet wurde. Noch heute verbindet der Mühlendamm im Zentrum der Stadt die Insel mit dem Molkenmarkt.

### Namensgeber Teltefließ (Bäke)
Der Name Teltow geht nach den Analysen von Gerhard Schlimpert auf den ursprünglich germanischen Namen des Bäkefließes Telte, aus ‚tel-‘ (spalten) oder ‚*Til-ithi‘ zurück, aus ‚til-‘ (bis, zu, an) mit der Endung ‚-ithi‘, die auf die Häufigkeit hinweist.
Der Teltowkanal nutzt für seine Streckenführung das von dem Fließ ausgeprägte Bäketal, sodass der Bach weitgehend im Kanal aufgegangen ist. Nach Schlimpert sei der Teltow als Land an der Telte seinerzeit auf das Gebiet an der Bäke beschränkt gewesen, die Telte sei zur Unterscheidung zu dem in Brandenburg mehrfach vorkommenden Begriff ‚Bäke‘ (= allgemein für Bach) mit dem Namen ‚Teltow‘ belegt worden. Das Etymon Bäke, das bei Schlimpert mit Telte gleichgesetzt wird, bezeichnet sicherlich den (möglicherweise ehemals wasserreichen) Bach, der ursprünglich vom Steglitzer Fichtenberg bis zum Griebnitzsee bei Potsdam floss und heute nur noch in zwei kleinen Teilstücken besteht.
Der Landschaftsname Teltow wiederum sei auf den Ort Teltow übertragen worden. Er sieht einen Zusammenhang zum Ortsnamen Teldau bei Hagenow und dem Ort Thilithi an der Weser und deren Mündungsarme Westertill, Nordertill und Ostertill, die später als Wester Telte und Oster Telte belegt sind. Ableitungen des Begriffs Teltow aus dem slawischen ‚tele‘ = Kalb, Kälberwiese und weitere in der Literatur vorhandene Versuche zur Begriffsklärung seien laut Schlimpert sehr wahrscheinlich unzutreffend. Das Suffix ‚-ow‘ bzw. ‚-ov‘ (Tel-tova) soll Teltow in der Slawenzeit erhalten haben und mit größter Wahrscheinlichkeit das „Land an der Telte“ bedeuten. Das Wort ‚telda‘ bedeutet im Germanischen auch wanken oder wackeln.

### Teltowkanal
Zwischen 1901 und 1906 wurde der Teltowkanal gebaut, der auf 38 Kilometer Länge durch das heutige südliche Berlin und Berliner Umland die Havel mit der Dahme verbindet. Der Verlauf des Teltowkanals folgt über weite Strecken einer glazialen Rinne.

## Landschaft und ehemaliger Landkreis

### Gebiet

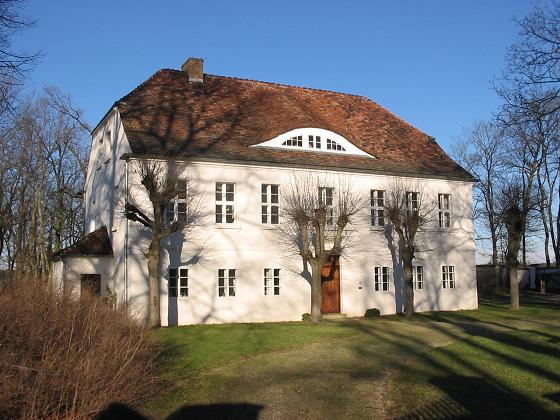
Philippsthal, Haus Friedrichshuld

Die unscharf definierte Landschaft Teltow umfasst heute in der Regel ein etwas größeres Gebiet als die geologische Hochfläche, da auch Dörfer und Städte der Niederungen dem Teltow zugerechnet werden. Beispielsweise rechnet Schlimpert die ehemals selbstständigen Dörfer Nudow und Philippsthal aus der seit 2003 bestehenden Gemeinde Nuthetal in der Nuthe-Niederung hinzu.
Zum alten Siedlungsland Teltow zählen die südlichen Gebiete Berlins und die gleichnamige Stadt Teltow, ferner Stahnsdorf, Kleinmachnow, Ludwigsfelde, Sperenberg, Trebbin, Zossen und Mittenwalde. Der Naturpark Dahme-Heideseen umfasst einen Teil des östlichen Teltow. Im Rahmen der erst 2003 gegründeten Regionalparks in Brandenburg und Berlin ist der Regionalpark Teltow unter anderem um die Schaffung eines ökologischen Ausgleichraums zur Millionenstadt Berlin bemüht.

### Landschaften innerhalb des Teltow
Teile des Teltow tragen zum Teil eigene, althergebrachte Landschaftsnamen. Bekannt sind:
- die Parforceheide,
- der Grunewald und
- die Glauer Berge (kulturräumliche Zuordnung zum Teltow; geologisch bilden die Glauer Berge eine isolierte Stauchmoräne).

### Ehemaliger Landkreis Teltow
Der Landkreis Teltow, der von 1816 bis 1952 bestand, umfasste am 1. Januar 1945:
- die sechs Städte Königs Wusterhausen, Mittenwalde, Teltow, Teupitz, Trebbin und Zossen sowie
- 105 weitere Gemeinden und
- vier Gutsbezirke (Forsten).

### „Eine Pfingstfahrt in den Teltow“
Der Schriftsteller Theodor Fontane unternahm in der zweiten Hälfte des 19. Jahrhunderts eine Fahrt von Berlin über die damals selbstständigen Dörfer Rixdorf, das Kerngebiet des heutigen Ortsteils Neukölln, und Rudow, das heute gleichfalls zum Bezirk Neukölln gehört, nach Königs Wusterhausen. In seinen Wanderungen durch die Mark Brandenburg schildert Fontane das Reiseerlebnis unter der Überschrift Eine Pfingstfahrt in den Teltow einleitend wie folgt:

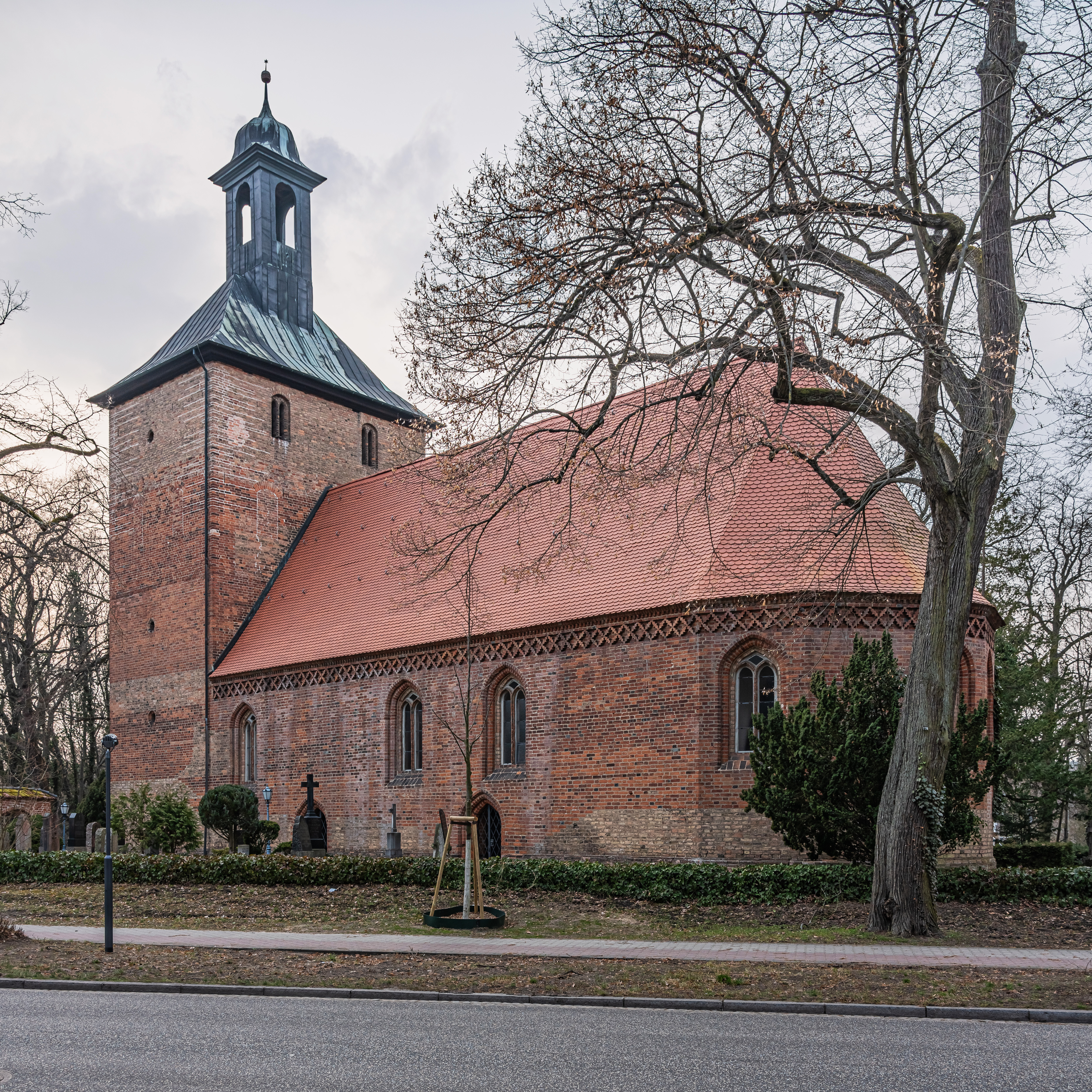
Backsteinkirche aus dem 16. Jahrhundert, Kleinmachnow

„Es reist sich schön an einem Pfingstsonnabend in die Welt hinein, es sei wohin es sei. Die Natur lacht und die Menschen auch; die Sonne geht in Strahlen unter, die Rapsfelder blühen und selbst die Windmühlenflügel schwenken einen grünen Maienbusch in die Luft.

‚Rixdorf‘ rüstete sich zum Fest. Die Mägde, kurzärmelig und aufgeschürzt, standen auf den Höfen und wuschen und scheuerten, die kupfernen Kessel blinkten wie Gold und ein paar Kinder, die gerad’ aus dem Tümpelbade kamen, liefen nackt über den Weg und wirbelten den Staub auf. Der Tümpel blieb ja für ein zweites Bad.

In ‚Rudow‘ schnitten die Jungen Kalmus; über Waltersdorf spannten die Linden ihren Schirm; Kiekebusch aber, als schäm’ es sich seines Namens, kuckte, nicht mehr aus Busch und Heide, sondern aus hohen Roggenfeldern hervor.
Und nun Heidereviere; dann wieder freies Feld, bis plötzlich die Höhe, darauf wir fahren, steil abfällt und ein von Waldungen eingefaßtes Kesseltal vor uns liegt, in das wir hinunterrollen. Die Postillone blasen (wir haben drei Beichaisen), einzelne Häuser schimmern hinter Bäumen und Sträuchern hervor, jetzt werden ihrer mehr, die Leute vor den Türen richten sich auf und die Straßenjugend wirft ihre Mützen in die Luft und schreit Hurra. Es ist ein Lärm, der einer Residenz zur Ehre gereichen würde, und doch ist es nur ‚Wusterhausen‘, in das wir einfahren. Freilich Wusterhausen zu ‚Pfingsten‘.“

## Geschichte

### Frühe Besiedlung
Funde belegen, dass der Teltow bereits vor ca. 8000 bis 10.000 Jahren besiedelt war. Am Steglitzer Fichtenberg, dem Quellberg der Bäke (Telte), wurden Steinbeile aus der letzten Periode der Altsteinzeit und Feuersteinmeißel aus der Mittelsteinzeit ausgegraben. Beim Bau des Teltowkanals fanden sich eiszeitliche Mammutknochen und an den Rauhen Bergen östlich von Steglitz bearbeitete Feuersteinstücke aus der gleichen Epoche. Auch am ehemaligen Wukesee zwischen den heutigen Berliner Stadtteilen Lankwitz und Mariendorf lebte eine Gruppe steinzeitlicher Menschen.

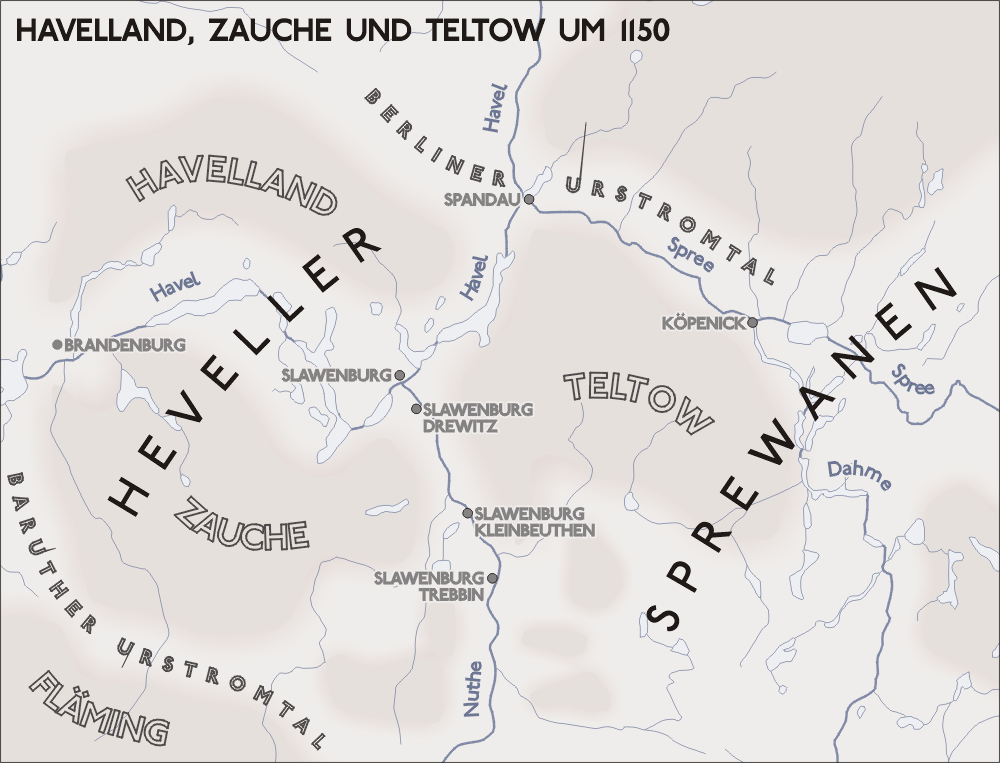
Situation um 1150

Mehrere Bronzeschmieden wurden entdeckt, deren Alter auf rund 4000 Jahre geschätzt wird. Die bedeutendste, heute zu besichtigende Ausgrabung aus der germanischen Zeit ist eine Dorfsiedlung bei Klein Köris am östlichen Teltow-Rand. Bei Ausschachtungen auf dem Klinikumsgelände der Freien Universität Berlin, das unmittelbar an den heutigen Bäkepark grenzt, stießen Archäologen auf ein Dorf aus der Eisenzeit vor rund 2.500 Jahren. Die bäuerliche Siedlung lag auf einem Hang über dem Fluss- und Sumpfgebiet des Bäketals und bestand aus Pfostenhäusern mit Lehmwänden.

### Kerngebiet der Mark Brandenburg
Als im Zuge der Völkerwanderungen im 4. und 5. Jahrhundert die Sueben, der elbgermanische Teilstamm der Semnonen, bis auf wenige Restgruppen ihre Heimat an Havel und Spree in Richtung Oberrhein, Schwaben verließen, zogen im späten 7. und im 8. Jahrhundert in den vermutlich weitgehend siedlungsleeren Raum Slawen ein. Im Teltow siedelten die Sprewanen, deren Fürst Jacza von Köpenick erbitterter Gegenspieler von Albrecht dem Bären, dem Gründer und ersten Markgrafen der Mark Brandenburg, war. Westlich gegenüber in der Zauche und im Havelland, getrennt durch die Flusslinie Nuthe-Havel, lebte der slawische Stamm der Heveller, der mit dem Askanier Albrecht verbündet war. Nutheburgen bei Potsdam, Drewitz, Kleinbeuthen und Trebbin sicherten die politische Trennungslinie des Flusses zwischen Teltow und Zauche.

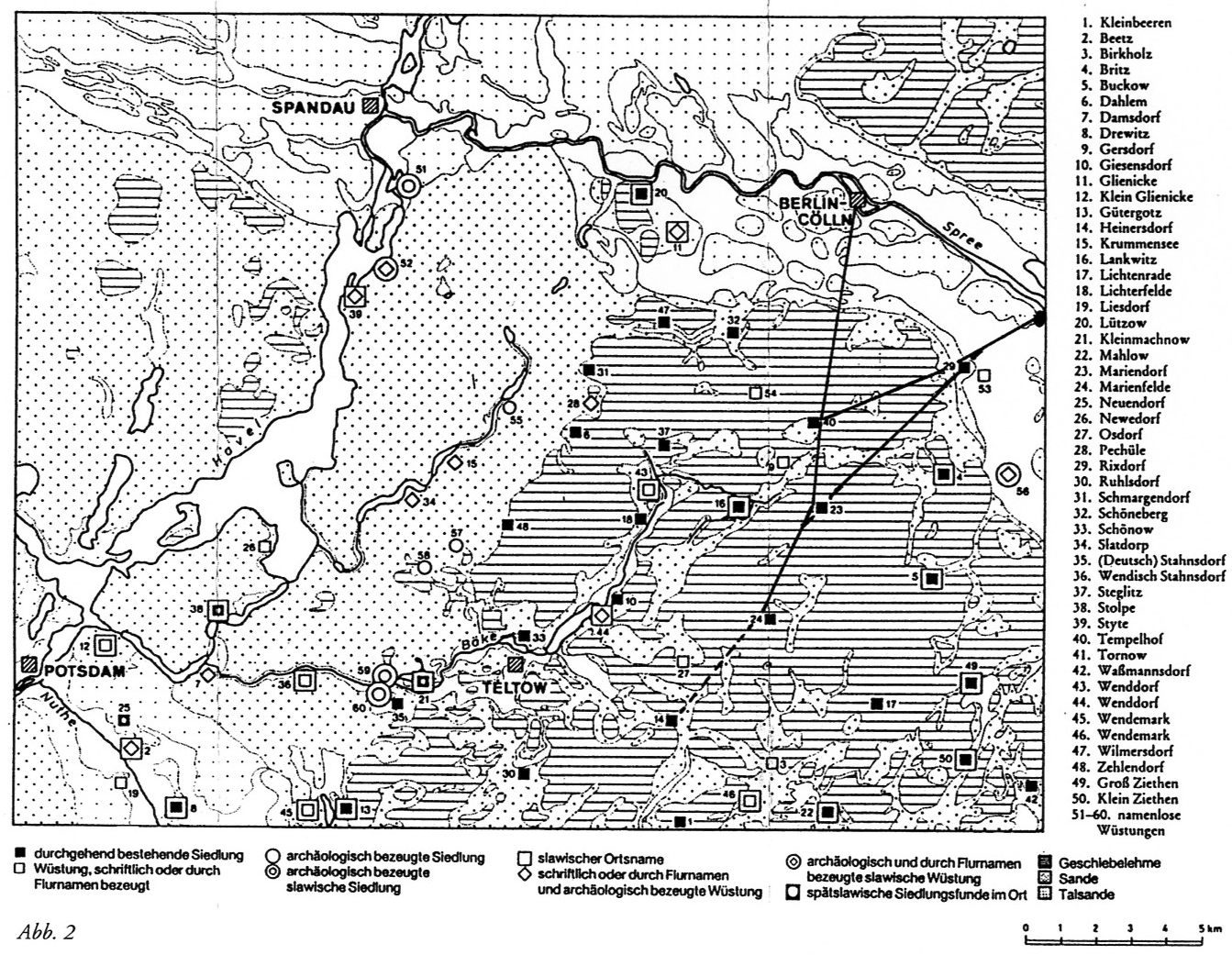
Lage der Siedlungen auf dem Hohen Teltow

Die slawische Zeit ging mit der Gründung der Mark und dem folgenden deutschen Landesausbau nach Osten zu Ende, Teile des Teltow gehörten neben der Zauche und dem Havelland zu den Kerngebieten der jungen Mark Brandenburg. Das Schildhorn am Westrand des Teltow wurde aufgrund der Schildhornsage zum Symbol der Gründung. Im Zuge der geschickten Siedlungspolitik der askanischen Markgrafen (siehe ausführlich Kloster Lehnin) wurden weitere Teile des Teltow erschlossen. Neue Dörfer mit Kirchen entstanden in schneller Folge, einige slawische Siedlungen wurden übernommen und ausgebaut. Zwischen dem fruchtbaren Bäketal und dem Schlachtensee bauten im heutigen Berlin-Zehlendorfer Stadtteil Düppel eintreffende Siedler im Jahr 1170, kurz nach Gründung der Mark, gemeinsam mit hier ansässigen Slawen ein Dorf auf und aus. Um 1230 bestand die Siedlung aus 16 Höfen, die zum Schutz hufeisenförmig um einen großen Dorfplatz, den Weideplatz für die Tiere, gelagert waren. Dieses Dorf am Landschaftsschutzgebiet Krummes Fenn ist freigelegt, nachgebaut und heute in den Sommermonaten als Museumsdorf Düppel zugänglich.

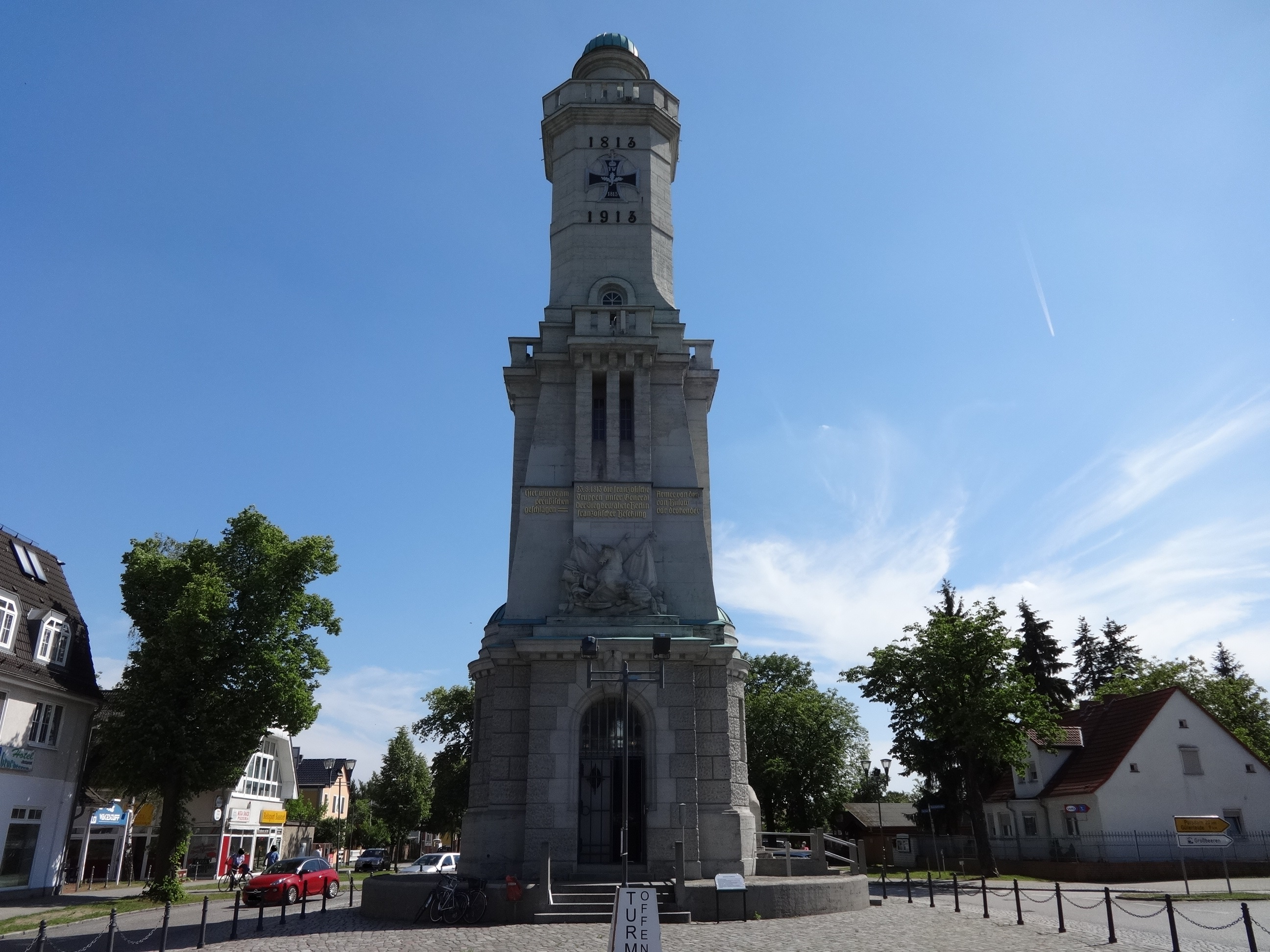
Großbeeren, Gedenkturm an die Schlacht von 1813

Am 7. März 1232 fand der Name Teltow erstmals in einer Urkunde der Stadt Spandau, heute Bezirk Spandau, als „Flecken“ Erwähnung. Das Teltow-Dorf Stegelitze (Steglitz) ist erstmals 1242 in einer Schenkungsurkunde von Heinrich von Stegelitze nachweisbar, in der er das Dorf Arnestrop (Ahrensdorf) dem Kloster Lehnin übereignete. Ebenfalls noch im 13. Jahrhundert gründeten flämische Siedler wenige Kilometer flussabwärts das Dorf Lichtervelde (Lichterfelde), das 1870 zu Steglitz und mit Steglitz 1920 zu Berlin kam.
Östliche Teile des Teltow mit den Herrschaftszentren Köpenick und Mittenwalde waren in der ersten Hälfte des 13. Jahrhunderts im Besitz der Wettiner, die mit den Askaniern um den Landesausbau nach Norden und Osten und die Besiedlung der neuen Gebiete konkurrierten. Erst nach dem sechsjährigen Teltow-Krieg zwischen 1239 und 1245, den die gemeinsam regierenden Urenkel Albrechts des Bären, Johann I. und Otto III., gegen den Markgrafen von Meißen Heinrich den Erlauchten und dessen Verbündeten, den Bischof des Erzstifts Magdeburg Wilbrand von Käfernburg, für sich entscheiden konnten, kam der gesamte Teltow wie der gesamte Barnim dauerhaft zu der Mark Brandenburg.

### Schlacht bei Großbeeren
Der wuchtige, 32 Meter hohe Gedenkturm in Großbeeren erinnert an die gewaltige Schlacht vom 23. August 1813, in der Preußen mit den verbündeten Russen und Schweden das Heer Napoleons im Teltow vorentscheidend schlug. Das Museum des Teltow in Wünsdorf präsentiert in der Dauerausstellung Streiflichter aus der Geschichte der Teltowlandschaft Fundstücke und Requisiten aus verschiedenen Jahrhunderten.

### Terra incognita
Noch sieben Jahre vor ihrer Eingemeindung waren den Berlinern viele Dörfer des ehemaligen Teltow-Kerngebietes südlich der Stadt weitgehend unbekannt, wie Wilhelm Spatz 1913 feststellte:

„Das Gebiet direkt südlich von Berlin […], also das eigentliche Kernland des Kreises, ist den meisten Berlinern eine ‚terra incognita‘! Ein wie reizvolles Beispiel früh mittelalterlicher Baukunst die Kirche des von Steglitz angekauften ‚Klein-Ziethen‘ ist, wie hübsch die Gegend um den Rangsdorfer See herum, […] wie schöne Blicke sich auf die Berliner Vororte insonderheit Lichterfelde und Steglitz von der Gegend bei Genshagen aus bieten, davon weiß der Normalgroßstädter ebenso viel oder wenig, wie von den Teltowstädtchen, z. B. ‚Mittenwalde‘, wo Paul Gerhard ‚Nun ruhen die Wälder‘ dichtete […]“

Orte wie Steglitz, Lankwitz und Treptow priesen daher in ebendiesem Kalender den Hauptstädtern in ganzseitigen Werbeanzeigen ihre landschaftlichen Vorzüge, öffentlichen Einrichtungen und „preiswerte(n) Wohnungen in jeder Größe, mit und ohne Garten, mit allen Einrichtungen der Neuzeit“ an.